# Chiesa di Santa Maria della Misericordia ai Vergini
La chiesa di Santa Maria della Misericordia ai Vergini (o Misericordiella) è una delle chiese di Napoli, sita nel cuore del centro storico, all'angolo tra via Fuori Porta San Gennaro e via Misericordiella, proprio nella zona d'ingresso al Borgo dei Vergini, all'altezza di Porta San Gennaro. Fa parte di un complesso comprendente l'ex ospedale e l'oratorio dell'Arciconfraternita dei Nobili di Santa Maria della Misericordia.

## Storia
La prima edificazione di locali adibiti ad ospizio per sacerdoti poveri avvenne nel 1532 per l'iniziativa del sacerdote Benedetto Tizzone, con l'aiuto del conte d'Oppido, Giovanni Antonio Caracciolo. Per quanto riguarda la chiesa, poche sono le informazioni sulla sua fondazione. Una visita pastorale riferisce che nel Cinquecento vi fu rinvenuta una lapide sepolcrale scritta “in lettera longobarda” e datata 1358.
Nel 1533 San Gaetano Thiene, insieme ad altri Teatini, fu invitato a Napoli da Giampietro Carafa per fondarvi una casa dell'Ordine. I Padri furono ospitati presso l'ospizio e San Gaetano dimorò negli ambienti posti sopra la chiesa, ma l'anno seguente, eletto Preposto della Casa dell'Ordine dei Teatini, lasciò il complesso. I Padri accolsero, infatti, l'invito della fondatrice dell'Ospedale degli Incurabili, Maria Longo, e si trasferirono presso l'impianto sanitario.
Nel 1540 tutto il complesso fu affidato ad alcune monache Benedettine che, sotto la guida della badessa Dionora Gallucci, impiegarono i soldi delle loro doti per ristrutturare la chiesa, arricchendola di opere d'arte ed arredi. Nel 1565, però, l'arcivescovo Alfonso Carafa, incaricato di applicare le nuove disposizioni del Concilio di Trento per la riforma dei monasteri femminili, "dopo di un’esattissima visita”, ordinò alle monache di abbandonare la casa per ritirarsi all'interno della mura cittadine.
Nel 1566 e nel 1569 due alluvioni devastarono la zona e anche la chiesa della Misericordia fu danneggiata. Nel 1585 la Congregazione di nobili istituita da San Gaetano fece ristrutturare i locali della Casa che furono destinati ad ospedale per sacerdoti poveri e pellegrini. Fra le altre opere di misericordia, la Confraternita si occupava della sepoltura, prestava servizio presso l'ospedale e offriva alloggio ai pellegrini. In questi anni anche la chiesa, sepolta dalle alluvioni, fu ricostruita ad un livello superiore sullo stesso luogo e la stanza dove era vissuto san Gaetano, annessa al nuovo tempio, divenne l'attuale sacrestia.
Nella prima metà del XVIII secolo il complesso fu ristrutturato e arricchito di opere d'arte dei migliori artisti napoletani. In particolare, la chiesa fu decorata con dipinti e stucchi da artisti dell'ambito di Domenico Antonio Vaccaro. In seguito, ai lati della navata della chiesa, in prossimità dell'arco trionfale, furono eretti due monumenti funebri, l'uno a Gennaro Mascambruno, datato 1740 (scuola di Francesco Pagano) e l'altro a Domenico de Liguori, datato 1752, entrambi benefattori della Confraternita e donatori di grandi ricchezze al sodalizio.
Il sito fu gravemente danneggiato dal terremoto del 1806 e fatto restaurare dai Governatori della Confraternita, come ricorda l'iscrizione esposta sul portale d'ingresso della chiesa. Tuttavia l'impianto precedente dell'intero complesso non subì considerevoli alterazioni.
Durante i bombardamenti dell'ultimo conflitto mondiale la chiesa subì gravi danni e nel 1967 fu completato un importante intervento di restauro, con cui si ricostruirono, sul modello precedente, il soffitto della navata e la cupola.
La chiesa, con i locali attigui e gli ambienti ipogei, non più in possesso dell'Arciconfraternita, fu chiusa al pubblico per decenni, non più adibita al culto e lasciata in stato di abbandono; cosa che ha obbligato la Sovrintendenza a trasferire le opere d'arte mobili, tra le quali la grande tavola tardo-cinquecentesca sopra l'altare maggiore (che Giuseppe Sigismondo riteneva della scuola di Luigi Rodriguez), le tele di pittori come Giacomo del Pò (L'Apparizione della Vergine a San Gaetano), Paolo De Matteis (Il Battesimo di Cristo) e Lorenzo Ruggi (Sant'Antonio da Padova) e l'organo settecentesco con la cantoria. Dal 2015, ritornata nel possesso dell'Arciconfraternita, è stata affidata da quest'ultima in uso all'associazione "SMMAVE - Centro per l’Arte Contemporanea" che ne sta portando avanti la pulizia, il recupero e la valorizzazione per favorirne la fruizione e farne un luogo di ricerca, didattica e produzione artistica.
Nel 2016 è stato condotto a termine il restauro dell'oratorio congregazionale; mentre nel 2023 sono terminati i lavori di restauro sulle facciate della chiesa e dell'ex ospedale e sul chiostro.

## Descrizione

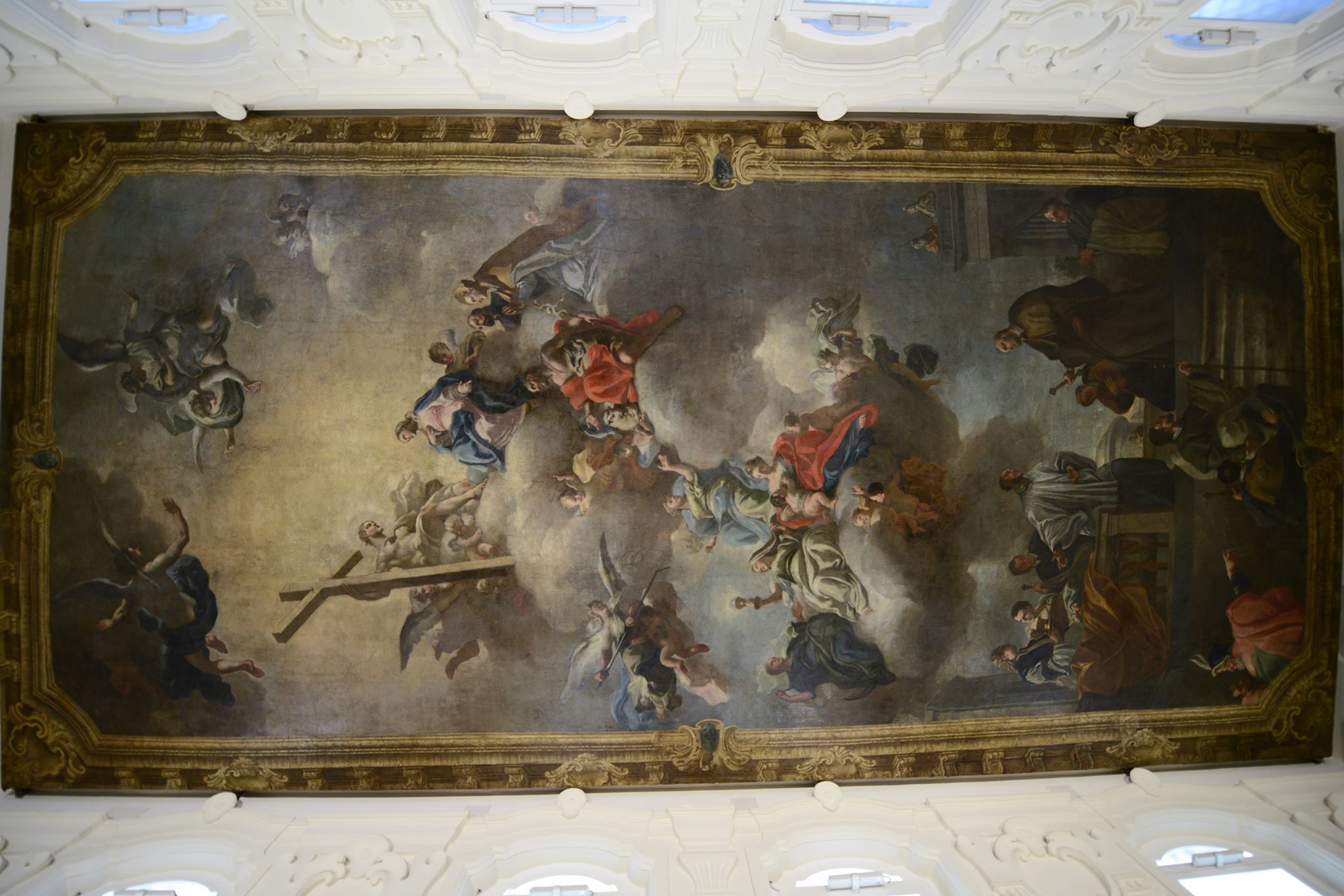
Tela di Leonardo Antonio Olivieri sul soffitto dell'Oratorio dell'Arciconfraternita dei Nobili di Santa Maria della Misericordia

La chiesa presenta una notevole facciata lineare su due registri: il primo è composto da lesene ioniche, mentre il secondo da fasce in stucco che incorniciano un finestrone. La facciata termina con un timpano triangolare con oculo centrale. Di notevole interesse è il portale in piperno del XVIII secolo, in stile rococò.
Al di sotto della chiesa - ad aula unica, con cupola e cappelle laterali poco profonde - è presente un ambiente ipogeo di pari dimensioni, con funzione di “terrasanta”, molto probabilmente sito al livello della chiesa originaria, interrata dai ben noti fenomeni alluvionali che nel corso dei secoli hanno caratterizzato l'area dei Vergini.
La chiesa è parte di un più ampio complesso, dotato di un bel chiostro con pozzale in piperno al pian terreno e comprendente l'ex ospedale e l'oratorio dell'Arciconfraternita dei Nobili di Santa Maria della Misericordia.
Al primo piano del complesso vi è la sede della Confraternita con annesso il già citato oratorio dei confratelli. Quest'ultimo è composto da un'aula rettangolare, circondata dagli stalli lignei dei confratelli, e presenta un altare in marmi policromi del XVIII sec. alla cui sommità vi è la tela di Giovanni Balducci, raffigurante le opere di Misericordia corporali risalente ai primi anni del XVII sec, alla cui commissione non fu estraneo l'Arcivescovo di Napoli Card. Alfonso Gesualdo. La cappella presenta anche un pregevole pavimento in cotto e maiolica datato 1735 e da attribuire a Gaetano Massa, gli stucchi eseguiti nel 1732 da Giuseppe Scarola e revisionati l'anno successivo da Bartolomeo Granucci e al soffitto la grande tela di Leonardo Olivieri, raffigurante “Cristo in gloria pregato dalla B. Vergine a deponer lo sdegno contro de’ peccatori… le tre Virtù teologali… la figura del maestro di casa che riceve in alloggio i pellegrini". L'intero oratorio è stato integralmente restaurato e portato alle forme originarie tra il 2014-2016 a cura totale della Confraternita e riaperto al culto.